# Автоматична гармата

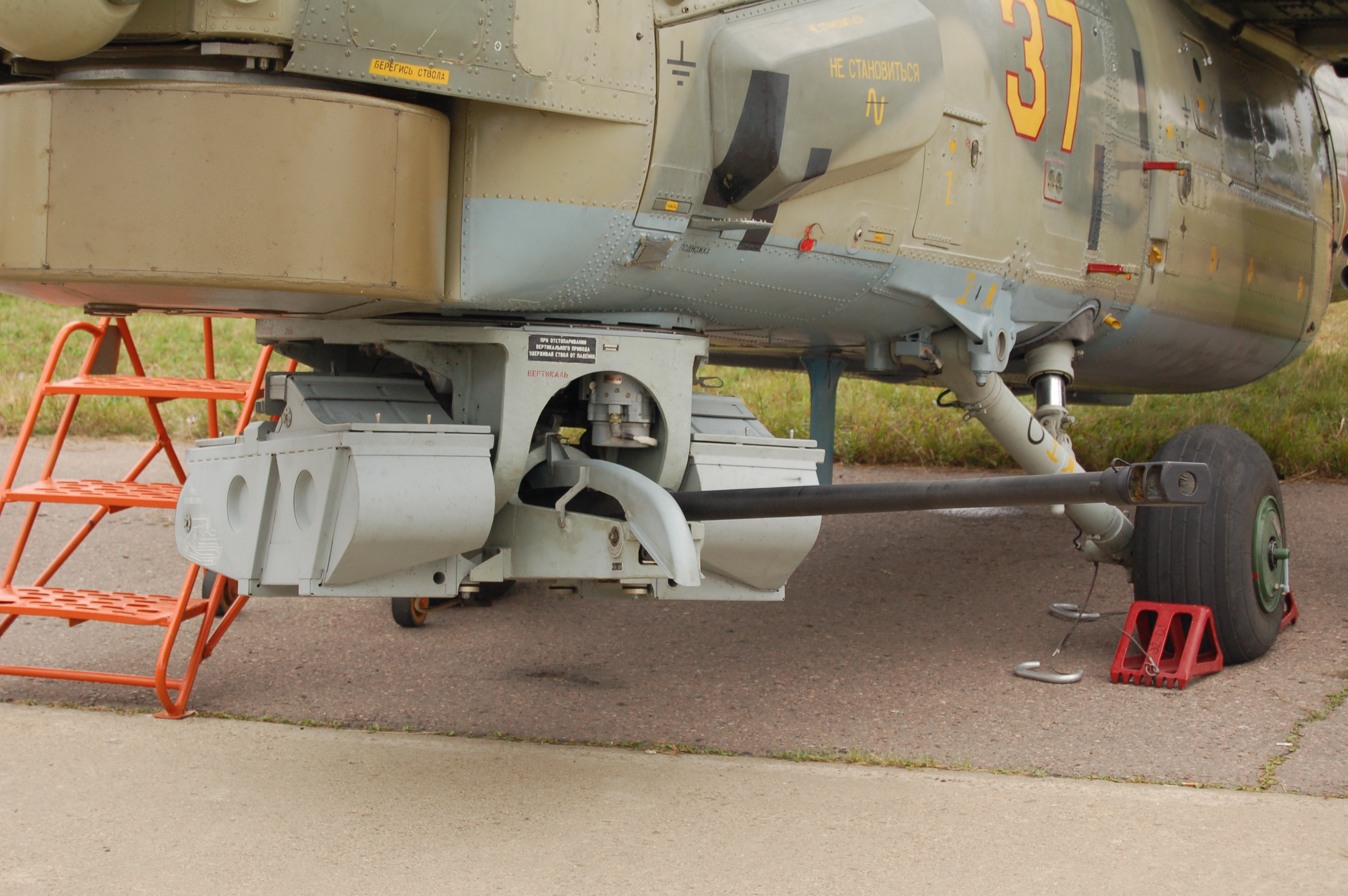
Автоматична гармата 2А42 на вертольоті Мі-28. СРСР

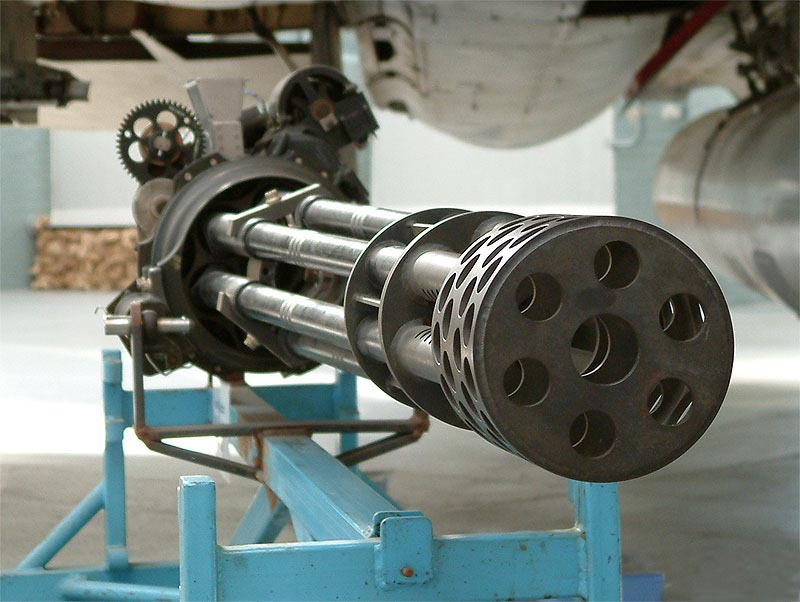
Американська 6-ствольна автоматична авіаційна гармата M61 Vulcan

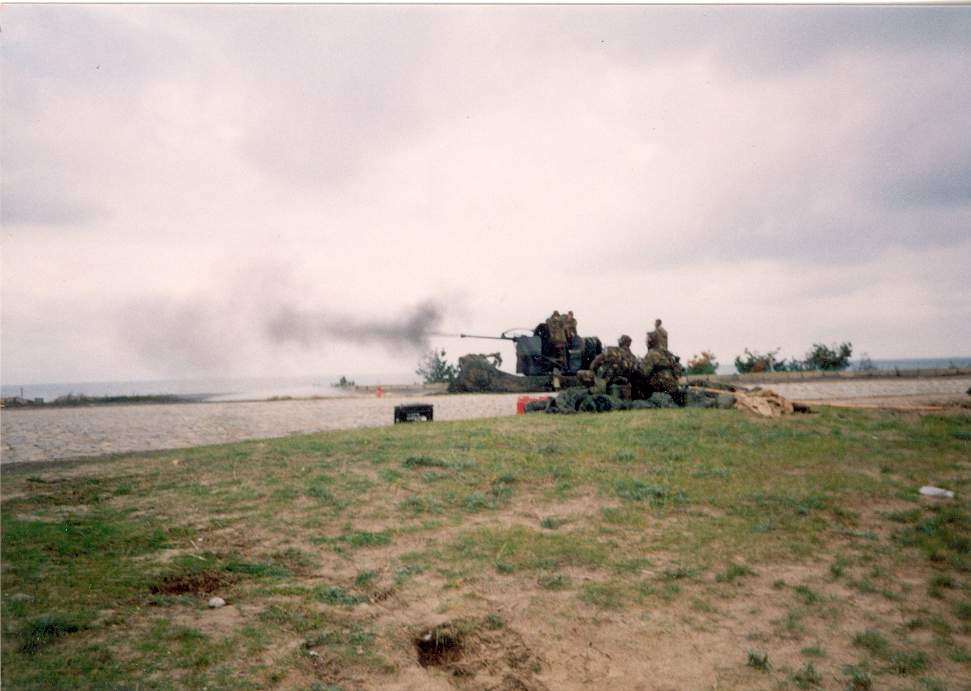
Стрільба з шведської автоматичної гармати Bofors L70

Автомати́чна гарма́та — артилерійська система, що має механізм автоматичної подачі снарядів і перезаряджання, тобто здатна вести автоматичний вогонь. Призначена для ураження наземних, повітряних та надводних цілей. На відміну від кулеметів, які ведуть вогонь кулями, гармати ведуть вогонь снарядами. Снаряди отримують велику початкову швидкість (від 1000 м/с і більше), і зазвичай мають широку номенклатуру: бронебійно-запалювальні, осколково-фугасні, осколково-запалювальні тощо.

## Опис
За особливостями бойового застосування та експлуатації розрізняють артилерійські автомати і авіаційні гармати. Артилерійські автомати (калібр 20-76 мм) використовуються головним чином для ураження повітряних цілей. Живлення набоями з обойм і стрічкове.
Автоматика переважно з коротким ходом ствола. Для підвищення щільності вогню створюються автоматичні комплекси (багатоствольні установки). Різке збільшення скорострільності автоматичних гармат досягається суміщенням ряду операцій перезарядження.
Наприклад, американська авіаційна 20-мм гармата типу «Вулкан» має темп стрільби 6000 постр/хв. Блок з 6 стволів обертається від зовнішнього приводу, в одних стволах проводиться подача патронів, а в інших витяг (екстрагування) стріляних гільз. Англійська 30-мм барабанна авіаційна гармата типу «Аден» володіє темпом стрільби з швидкістю 1250 постр/хв, має 1 ствол без патронника і барабан з декількома патронниками, що послідовно поєднуються зі стволом. Робота над удосконаленням автоматичних гармат продовжується за напрямками: підвищення вогневої потужності, скорострільності і маневреності на полі бою, зменшення маси, а також забезпечення надійності експлуатації і простоти обслуговування.

## Відео
- Стрельбы шведской CV-90 из 40 мм автоматической пушки [Архівовано 13 травня 2015 у Wayback Machine.]
- Работа автоматической пушки [Архівовано 4 березня 2016 у Wayback Machine.]